# Чельондз
 Тази статия е за селото в Полша.  За общината вижте Чельондз (община).  
Чельондз (на полски: Cielądz) е село в Лодзко войводство, централна Полша, административен център на община Чельондз в Равски окръг. Населението му е 819 души (2011 г.).
Разположено е на 252 m надморска височина в Средноевропейската равнина, на 9 km югоизточно от Рава Мазовецка и на 76 km югозападно от Варшава.